# Pavao III. Drašković
Pavao III. Drašković (Beč, 23. ožujka 1884. – Güssing, Gradišće, Austrija, 22. listopada 1959.), hrvatski velikaš i grof iz hrvatske velikaške obitelji grofova Draškovića Trakošćanskih.
Rodio se u obitelji grofa Pavla II. Draškovića († 1889.) i Marije Festetić od Tolne († 1946.). Imao je starijeg brata Denisa (Dioniza) koji je umro 1919. godine ne ostavivši muške potomke te je naslijedio od njega posjede u Velikom Bukovcu i dvorac Drašković.
Godine 1920. oženio se s Elizabetom od Salma (1892. – 1946.) s kojom je imao trojicu sinova: Pavla IV. (1921. – 1930.), dr. Karla III. (1923. – 2019.) i Šandora (1925. – 1963.).
Poslije Drugog svjetskog rata, komunističke vlasti u Jugoslaviji oduzele su mu obiteljske posjede i dvorce pa je s obitelji prebjegao u Austriju i naselio se u Güssingu u Gradišću, gdje je obitelj imala svoj dvorac i posjede.